# Stephen Brown (compositeur)
Pour les articles homonymes, voir Stephen Brown et Brown.
Stephen John Brown, né le 16 août 1948 est un compositeur canadien. Il est titulaire de diplômes en théorie et composition musicale du Conservatoire royal de musique et est associé au Centre de musique canadienne. Brown est à la tête du département de théorie et composition du Conservatoire de musique de Victoria en Colombie-Britannique et consultant pour le conservatoire royal de musique de Toronto. Il a servi à deux reprises comme juré pour le British Columbia Arts Council (interprétation et composition).

## Biographie
Stephen Brown naît à Nottingham (Angleterre) de parents de la classe ouvrière. En raison de la pénurie de pilotes au début de la Seconde Guerre mondiale, son père est en mesure de devenir pilote de chasse pour la Royal Air Force et reçoit une formation au Canada et dans l'Oklahoma. Après la guerre, afin d'améliorer leur sort, la famille immigre en 1952 à Montréal où son père travaille comme vendeur de machines à écrire, et plus tard, à Kitchener en Ontario, après 1958, comme vendeur de fournitures de bureau. Les parents de Brown lui offrent une guitare électrique lorsqu'il à 13 ans et à 16 ans il quitte l'école pour continuer sa carrière musicale. Il se fait déménageur.
Cette même année, Brown s'installe à Toronto et gagne péniblement sa vie en occupant divers petits boulots et voyage à l'occasion en Amérique du Nord. À 21 ans il est chauffeur de taxi, ce qui lui permet de gagner sa vie tout en enseignant la musique à titre privé et en jouant du piano avec des groupes dans le style traditionnel de La Nouvelle-Orléans pendant les 20 ans qui suivent. Adulte, il suit les cours du conservatoire de musique de Toronto dont il est diplômé en théorie et composition. Afin d'améliorer ses revenus, il déménage à Sidney en Colombie britannique en 1990. Il commence à enseigner au Conservatoire de musique de Victoria en 1993 et devient directeur de département de théorie et composition en 1996, poste qu'il occupe jusqu'en 2013. Il est de nos jours compositeur en résidence au conservatoire de Victoria. Marié deux fois, il a quatre enfants.

## Compositions
Parmi ses compositions figurent une symphonie, un concerto pour piano, trois cycles de chansons, deux ouvertures, deux suites pour orchestre, un cantique pour soprano, chœur et orchestre à cordes, une élégie pour soprano et orchestre à cordes, une missa brevis et de nombreuses compositions pour musique de chambre et instruments solo. Brown a également écrit un quintette avec piano, une pièce en 17 mouvements pour piano solo et six suites pour violoncelle solo. Il s'intéresse particulièrement aux ouvrages pédagogiques, a écrit sept livres de pièces d'études pour piano, ainsi qu'un livre consacré au violon et un autre à la flûte. 
Ses œuvres ont été interprétées par Erich Kunzel et l'Orchestre symphonique de Toronto, les orchestres symphoniques de Vancouver et Victoria et l'orchestre classique de Sidney (anciennement orchestre St. Cecilia) en Colombie britannique dont il est le directeur artistique et chef d'orchestre. Tous les ans, il dirige le Victoria Conservatory Senior Orchestra and Chorus. Ses programmes de concert ont inclus le Judas Maccabeaus de Haendel, la Messe en temps de guerre et la Messe St. Cécile de Haydn, les cinq concertos pour piano, la Fantaisie chorale, le Triple Concerto et Ah! perfido (en) de Beethoven, un concerto pour flûte et les concertos pour piano de Mozart et le concerto pour violon de Bruch.
Parallèlement à son amour de la musique classique, il prend une part active au jazz ancien, au blues et chante et joue du piano et de la guitare avec Stephen Brown et le Bastion Band à Victoria (Colombie-Britannique).

## Œuvres (sélection)

### Pour orchestre
- Canadian Folk Song Overture, orchestre
- The Fife and Fiddle Suite, orchestre
- The Northern Journey, symphonie en cinq mouvements, grand orchestre
- Black Eyed Susan, petit orchestre
- The Carol Suite, orchestre à cordes
- Concerto pour piano, orchestre
- Sunrise Serenade, orchestre à cordes
- On the Idle Hill of Summer, violon et alto solos, orchestre à cordes

### Voix et orchestre
- MAXWELL, Larry Douglas, soprano et orchestre à cordes ; une version est aussi disponible pour soprano et quatuor à cordes

### Musique vocale
- Chinese Love Lyrics, cycle de sept chansons, soprano et piano
- Where the Geese Go Barefoot, cycle de cinq chansons, version originale : soprano, flûte, alto et guitare et trois autres versions
- Shadow of a Leaf, cycle de dix chansons interprété en un mouvement, soprano et marimba

### Chœur
- Canticle of the Sun, soprano solo, chœur et orchestre à cordes
- Alleluia, a cappella
- St. Elizabeth Missa Brevis, a cappella

### Musique de chambre
- Suite pour instruments à vent
- Suite pour flûte et piano
- Trois pièces pour deux flûtes, soprano et alto
- Six duos pour violon (ou alto)
- On the Idle Hill of Summer
- I See the Moon
- Eulogy for Meghan Reid, quintette avec piano no 1
- White Light White Heat, quintette avec piano no 2

### Piano
- Thirteen Canadian Folk Songs for Piano
- Six Pentatonic Preludes
- Five Extremities
- Bon Bons for Beginners
- Giant Things
- Boeckmann Toccatas
- 18th Century Suites • livre 1
- West Coast Sundries
- Seconda Pratica

### Autres instruments solo
- Takkakaw Falls, première suite pour violoncelle solo ; des versions existent aussi pour violon, alto ou flûte
- Four Romances and a Lunch, cinq mouvements pour violon solo
- Fire, deuxième suite pour violoncelle solo
- There Was a Lady in the East, troisième suite pour violoncelle solo ; des versions existent aussi pour violon, alto ou flûte
- Lilies and the Roses, quatrième suite pour violoncelle solo
- Magneto, cinquième suite pour violoncelle solo
- Flowers of the Forest, sixième suite pour violoncelle solo